# Szent Glafíra
Szent Glafíra, görögösen Glaphüra (? – 324) szentként tisztelt ókeresztény szűz.
Licinius római császár feleségének volt a szolgálója. A császár nemi vágytól hajtott közeledése elől férfi katonaruhában Amazea városába menekült. Ott hunyt el 324-ben. A keresztény egyház szentként tiszteli, és január 13. napján üli emlékét.